# Parafia św. Marii Magdaleny w Racławiczkach
Parafia św. Marii Magdaleny w Racławiczkach – parafia rzymskokatolicka, znajdująca się w diecezji opolskiej, w dekanacie Krapkowice.

## Historia
Miejscowość wzmiankowana w 1383 r. Kościół par. św. M. Magdaleny odnotowany był w rejestrze świętopietrza z 1447 r. w archiprezbiteracie głogóweckim. Obecny kościół, bez wyraźnych cech stylowych, wzniesiony w 1802 r., a wieża zbudowana w 1865 r.